# Wydział Sztuk Wizualnych Akademii Sztuk Pięknych im. Władysława Strzemińskiego w Łodzi
Wydział Sztuk Wizualnych Akademii Sztuk Pięknych im. Władysława Strzemińskiego w Łodzi – jeden z czterech wydziałów Akademii Sztuk Pięknych im. Władysława Strzemińskiego w Łodzi. Jego siedziba znajduje się przy ul. Franciszkańskiej 76 w Łodzi.

## Struktura
- Katedra Multimediów
  - Pracownia Fotografii I
  - Pracownia Fotografii II
  - Pracownia Fotografii III
  - Pracownia Multimediów
  - Pracownia Fotografii V
  - Pracownia Fotografii VI
- Katedra Malarstwa i Rysunku
  - Pracownia Malarstwa i Rysunku II
  - Pracownia Malarstwa i Rysunku III
  - Pracownia Rysunku I
  - Pracownia Rysunku II
  - Pracownia Rysunku Koncepcyjnego i Storyboardu
  - Pracownia Kompozcji
- Katedra Rzeźby, Intermediów i Działań w Przestrzeni
  - Pracownia Rzeźby i Działań w Przestrzeni
  - Pracownia Intermediów
  - Pracownia Kompozycji Intermedialnej
- Zakład Grafiki
  - Pracownia Projektowania Graficznego
- Zakład Fotografii, Filmu i Mediów Cyfrowych
  - Pracownia Fotografii IV
  - Pracownia Scenografii i Kostiumu
  - Pracownia Cyfrowej Edycji Obrazu
  - Pracownia Plastyki Obrazu Filmowego
  - Pracownia Filmu Animowanego
  - Pracownia Animacji Lalkowej
  - Pracownia Światła w Teatrze, Filmie i Telewizji
- Zakład Teorii i Historii Sztuki[2]

## Kierunki studiów
- edukacja artystyczna w zakresie sztuk plastycznych[3]

## Władze
Dziekan: dr Przemysław Wachowski

Prodziekan: dr hab. Ewa Wojtyniak-Dębińska